# Plettenbergové

Rodový erb

Plettenbergové jsou vestfálský šlechtický rod. 
Nejstarší písemná zmínka o rodu se nachází v dokumentu Filipa I., arcibiskupa z Kolína nad Rýnem z roku 1187, kde se objevuje jméno Heidolfa de Plettenbrath. Ve 14. století se rod rozdělil na dvě hlavní linie, z první vzešel stav svobodných pánů, , jehož příslušníci žijí dosud v severním Porýní-Vestfálsku. Tam po nich bylo pojmenováno město Plettenberg. Další příslušníci se rozšířili do Nizozemí a do Pobaltí.
Z druhé větve vzešly dvě linie hraběcí, z níž existují dodnes – hrabata Plettenbergové-Schwarzenbergové (protestanti) a hrabata Plettenbergové-Lenhausen (římští katolíci).

## Současnost
- Záměk Standfort v městečku Olfen v severním Porýní-Vestfálsku obývá rodina Fridricha hraběte z Hagenu, svobodného pána z Plettenbergu († 2018), která vlastní farmaceutickou firmu.[2]

## Významní členové
- Walter z Plettenbergu (kolem 1450–1535), mistr Livonského řádu, kníže Svaté říše římské
- Gertruda z Plettenbergu (zemřela 1608), dvorní milenka kurfiřta-arcibiskupa z Kolína Ernsta Bavorského
- Friedrich Christian z Plettenbergu (1644–1706), kníže-biskup z Münsteru
- Ferdinand z Plettenbergu (1690–1737), kancléř kolínského kurfiřta-arcibiskupa Clemense Augusta Bavorského, roku 1724 povýšený do hraběcího stavu, roku 1735 získal český inkolát.[3]
- Joachim z Plettenbergu (1739–1793), guvernér mysu Dobré naděje, zakladatel Plettenberg Bay
- Karl z Plettenbergu (1852–1938), generál pěchoty, generál-kommandant gardy a generální adjutant německého císaře
- Kurt z Plettenbergu (1891–1945), zplnomocněnec Hohenzollernů (pruský královský rod), člen vnitřního kruhu spiklenců atentátu na Hitlera z 20. července 1944.

## Příbuzenstvo
Spojili se s rody Bodelschwingh, Hagen, Heeren, Bamenohl, Senkenrode, Wittem, Mietingen, Lenhausen-Stockum a Westerholt-Lembeck.